# Porthesaroa parvula
Porthesaroa parvula är en fjärilsart som beskrevs av Sir George Hamilton Kenrick 1914. Porthesaroa parvula ingår i släktet Porthesaroa och familjen tofsspinnare. Inga underarter finns listade i Catalogue of Life.